# Candelaria concolor
Candelaria concolor (Dicks.) Stein  è una specie di lichene appartenente al genere Candelaria,  dell'ordine Lecanorales.

## Descrizione
Candelaria concolor è un lichene foglioso, a tallo piccolo, di colore da giallo limone brillante a giallo-verde; forma rosette larghe fino a 1 cm, spesso coalescenti in estese colonie.
Gli apoteci in Italia sono rari, sessili, di circa 1 mm di diametro, con un disco giallo, da piano a convesso, e un margine liscio ma spesso sorediato o lobulato. 
L'epitecio è giallo-marrone, granulare; l'imenio è incolore.

Le parafisi sono semplici, da cilindriche a submoniliformi, con punte larghe fino a 5 µm; ipotecio incolore. Gli aschi contengono più di 30 spore, semplici o 1-settate, uni o biguttulate, ialine, 6-14 x 4-6 µm. I picnidi appaiono come verruche sollevate sulla superficie del tallo.

dettagli delle strutture riproduttive sessuali
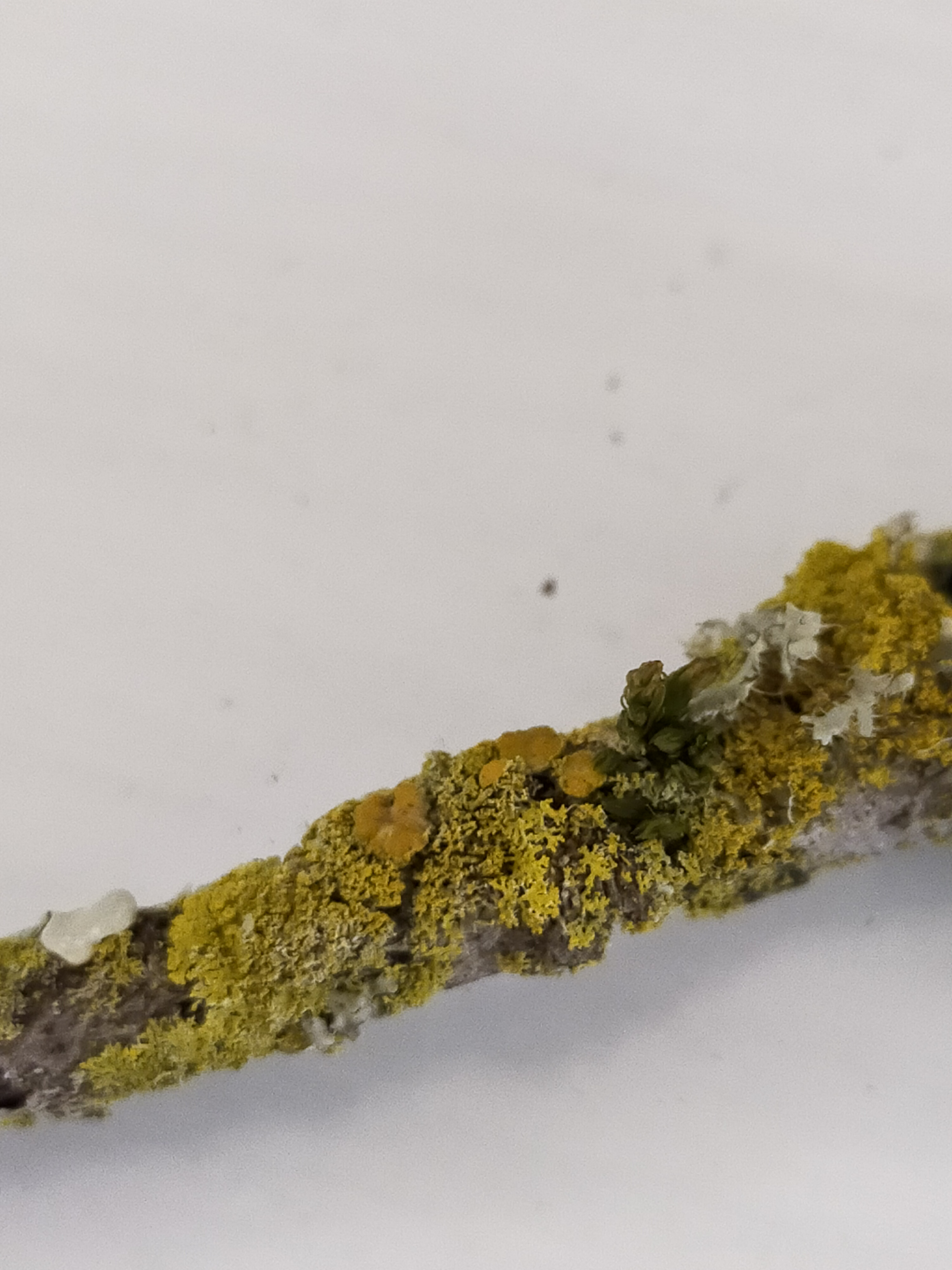
tallo con apoteci
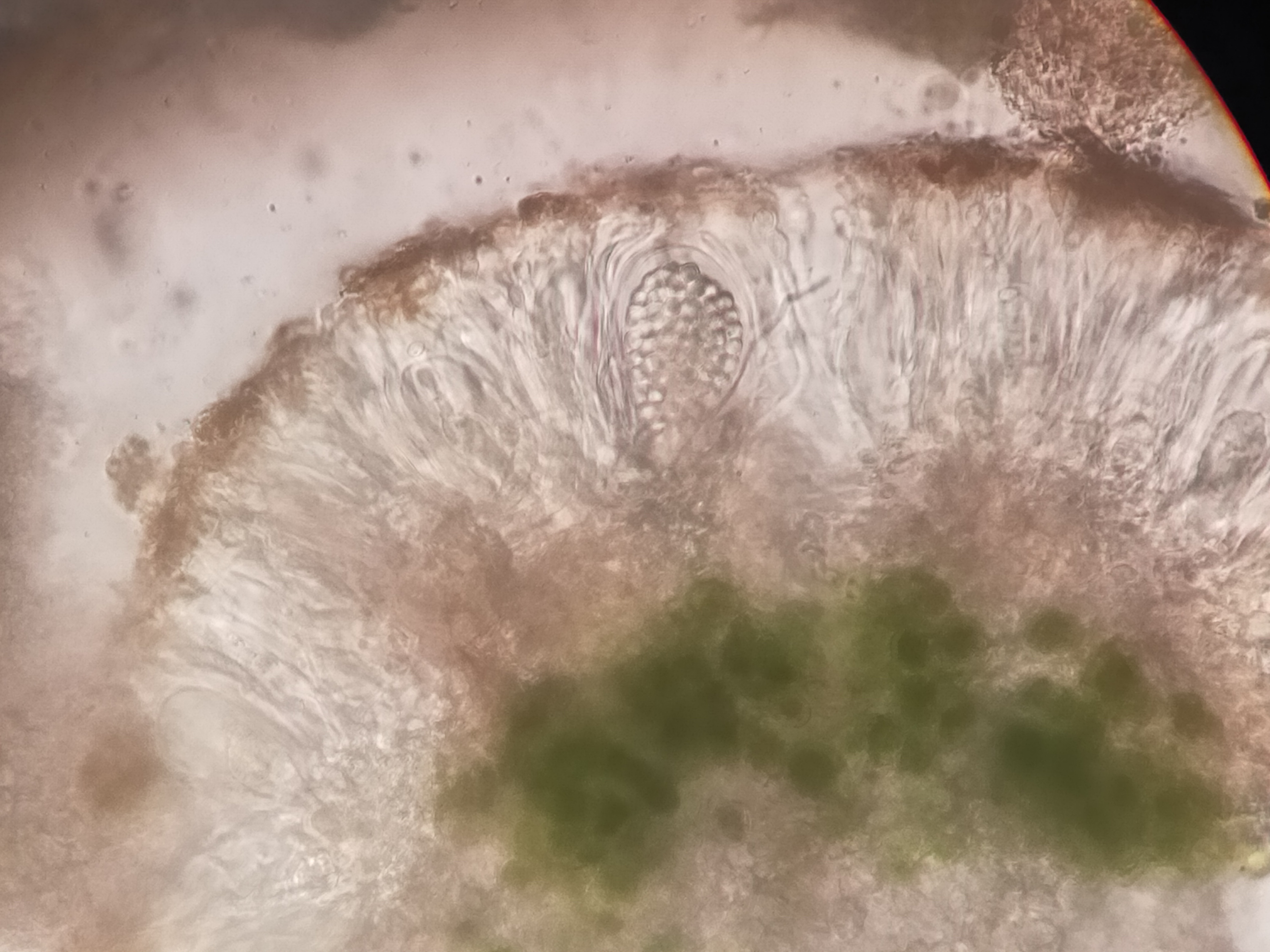
sezione trasversale di un apotecio, al microscopio ottico
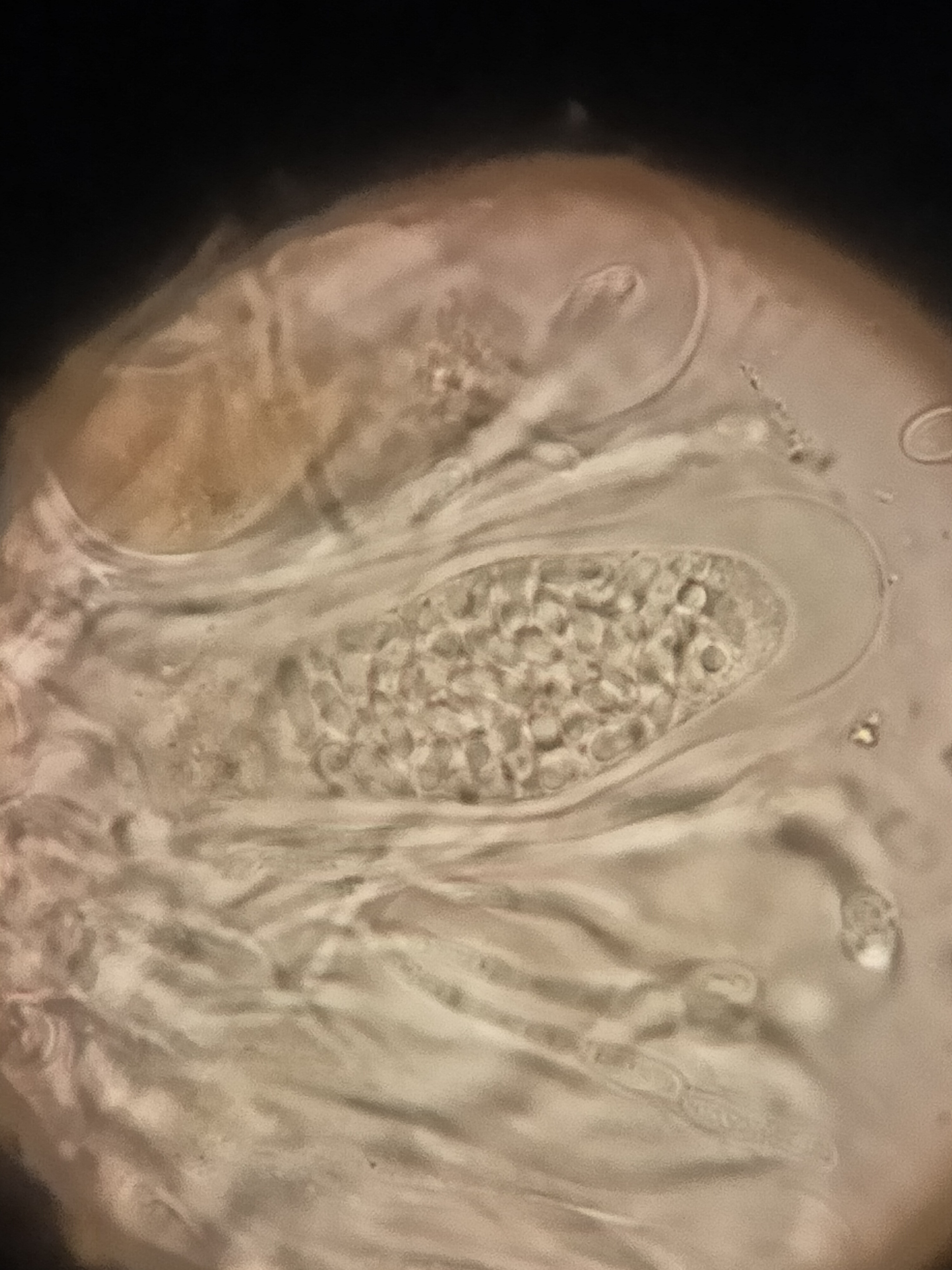
asco con spore, al microscopio ottico
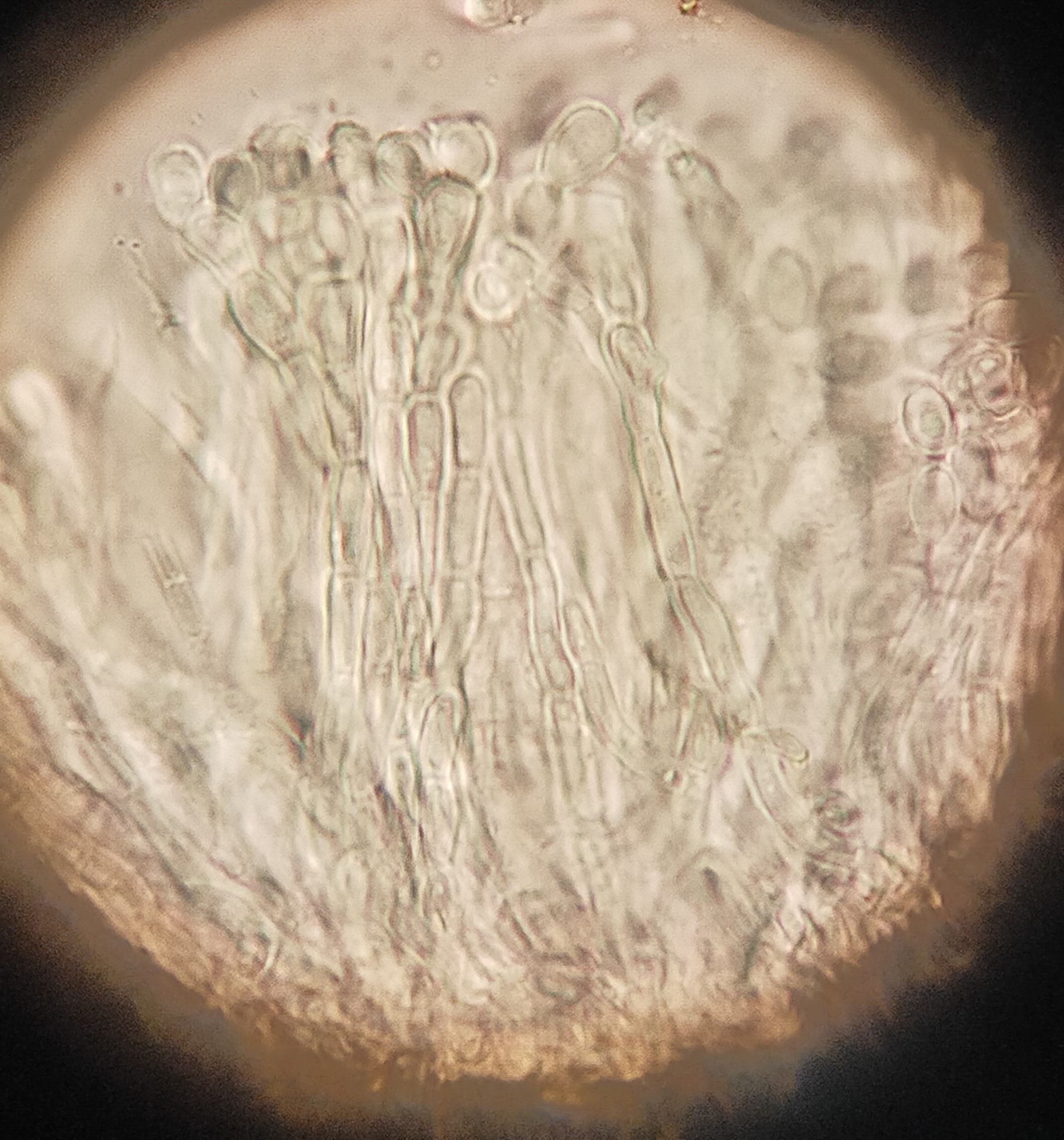
parafisi, al microscopio ottico

## Distribuzione
In Italia è una specie molto comune, presente in tutte le regioni, raro nella fascia mediterranea e meno comune lungo il versante adriatico della penisola. Si trova su corteccia ricca o arricchita di sostanze nutritive (prevalentemente su alberi isolati in aree agricole e su alberi lungo le strade).